# Euphorbia burmanni
Euphorbia burmanni là một loài thực vật có hoa trong họ Đại kích. Loài này được (Klotzsch & Garcke) E.Mey. ex Boiss. mô tả khoa học đầu tiên năm 1862.